# Communauté de communes du Bas-Chablais
Die Communauté de communes du Bas-Chablais ist ein ehemaliger französischer Gemeindeverband mit der Rechtsform einer Communauté de communes im Département Haute-Savoie, dessen Verwaltungssitz sich in dem Ort Ballaison befand. Sein Gebiet umfasste das untere Chablais und erstreckte sich vom Südufer des Genfersees über die gesamte Landzunge von Yvoire bis hinein in die hier sanft ansteigenden Ausläufer der Alpen. Der Ende 2003 aus einem SIVOM entstandene Gemeindeverband bestand aus 17 Gemeinden.

## Aufgaben
Zu den vorgeschriebenen Kompetenzen gehörten die Entwicklung und Förderung wirtschaftlicher Aktivitäten und des Tourismus sowie die Raumplanung auf Basis eines Schéma de Cohérence Territoriale. Der Gemeindeverband bestimmte die Verkehrs- und Wohnungsbaupolitik und betrieb die Abwasserentsorgung, die Müllabfuhr und ‑entsorgung sowie den Schulbusverkehr.

## Historische Entwicklung
Mit Wirkung vom 1. Januar 2017 fusionierte der Gemeindeverband mit der Communauté de communes des Collines du Léman und bildete so unter Einbeziehung der Stadt Thonon-les-Bains die Nachfolgeorganisation Thonon Agglomération. 

## Ehemalige Mitgliedsgemeinden
Folgende 17 Gemeinden gehörten der Communauté de communes du Bas-Chablais an:
| Gemeinde         | Einwohner 1. Januar 2022 | Fläche km² | Dichte Einw./km² | Code INSEE | Postleitzahl |
| ---------------- | ------------------------ | ---------- | ---------------- | ---------- | ------------ |
| Anthy-sur-Léman  | 2.370                    | 4,62       | 513              | 74013      | 74200        |
| Ballaison        | 1.475                    | 13,30      | 111              | 74025      | 74140        |
| Bons-en-Chablais | 6.120                    | 19,09      | 321              | 74043      | 74890        |
| Brenthonne       | 1.116                    | 8,38       | 133              | 74048      | 74890        |
| Chens-sur-Léman  | 3.005                    | 10,87      | 276              | 74070      | 74140        |
| Douvaine         | 6.788                    | 10,54      | 644              | 74105      | 74140        |
| Excenevex        | 1.326                    | 6,66       | 199              | 74121      | 74140        |
| Fessy            | 1.071                    | 8,53       | 126              | 74126      | 74890        |
| Loisin           | 1.728                    | 7,86       | 220              | 74150      | 74140        |
| Lully            | 736                      | 4,86       | 151              | 74156      | 74890        |
| Margencel        | 2.261                    | 7,38       | 306              | 74163      | 74200        |
| Massongy         | 1.693                    | 9,81       | 173              | 74171      | 74140        |
| Messery          | 2.373                    | 9,22       | 257              | 74180      | 74140        |
| Nernier          | 424                      | 1,82       | 233              | 74199      | 74140        |
| Sciez            | 6.317                    | 20,47      | 309              | 74263      | 74140        |
| Veigy-Foncenex   | 4.035                    | 12,99      | 311              | 74293      | 74140        |
| Yvoire           | 1.052                    | 3,12       | 337              | 74315      | 74140        |